# Robert-Espagne
Robert-Espagne är en kommun i departementet Meuse i regionen Grand Est (tidigare regionen Lorraine) i nordöstra Frankrike. Kommunen ligger i kantonen Bar-le-Duc-Sud som tillhör arrondissementet Bar-le-Duc. År 2022 hade Robert-Espagne 758 invånare.

## Befolkningsutveckling
Antalet invånare i kommunen Robert-Espagne
| Referens: INSEE |